# لوكاس مولينا
لوكاس مولينا (بالإسبانية: Lucas Molina)‏ (30 مارس 1984 ببوينس آيرس في الأرجنتين - 28 نوفمبر 2004 ببوينس آيرس في الأرجنتين) هو لاعب كرة قدم أرجنتيني في مركز حراسة المرمى. شارك مع منتخب الأرجنتين تحت 17 سنة لكرة القدم ومنتخب الأرجنتين تحت 20 سنة لكرة القدم. أما مع النوادي، فقد لعب مع إنديبندينتي.

## وصلات خارجية
- لوكاس مولينا على موقع قاعدة بيانات كرة القدم.إي يو (الإنجليزية)